# Carausius scotti
Carausius scotti е вид насекомо от семейство Phasmatidae. Видът е критично застрашен от изчезване.

## Разпространение
Разпространен е в Сейшели.